# Héry (Yonne)
Héry ist eine französische Gemeinde mit 1.789 Einwohnern (Stand: 1. Januar 2022) im Département Yonne in der Region Bourgogne-Franche-Comté; sie gehört zum Arrondissement Auxerre und zum Kanton Saint-Florentin (bis 2015: Kanton Seignelay). Die Einwohner werden Héryssois genannt.

## Geographie
Héry liegt etwa zwölf Kilometer nordnordöstlich von Auxerre. Im Norden durchquert der Fluss Serein die Gemeinde. Umgeben wird Héry von den Nachbargemeinden Mont-Saint-Sulpice im Norden, Vergigny im Nordosten, Rouvray im Osten, Montigny-la-Resle im Südosten, Villeneuve-Saint-Salves im Süden, Monéteau im Süden und Südwesten, Gurgy im Südwesten, Seignelay im Westen sowie Hauterive im Nordwesten.

## Bevölkerungsentwicklung
| Jahr                      | 1962 | 1968 | 1975 | 1982 | 1990 | 1999 | 2006 | 2012 |
| Einwohner                 | 1337 | 1401 | 1383 | 1520 | 1635 | 1739 | 1828 | 1894 |
| Quelle: Cassini und INSEE |      |      |      |      |      |      |      |      |

## Sehenswürdigkeiten

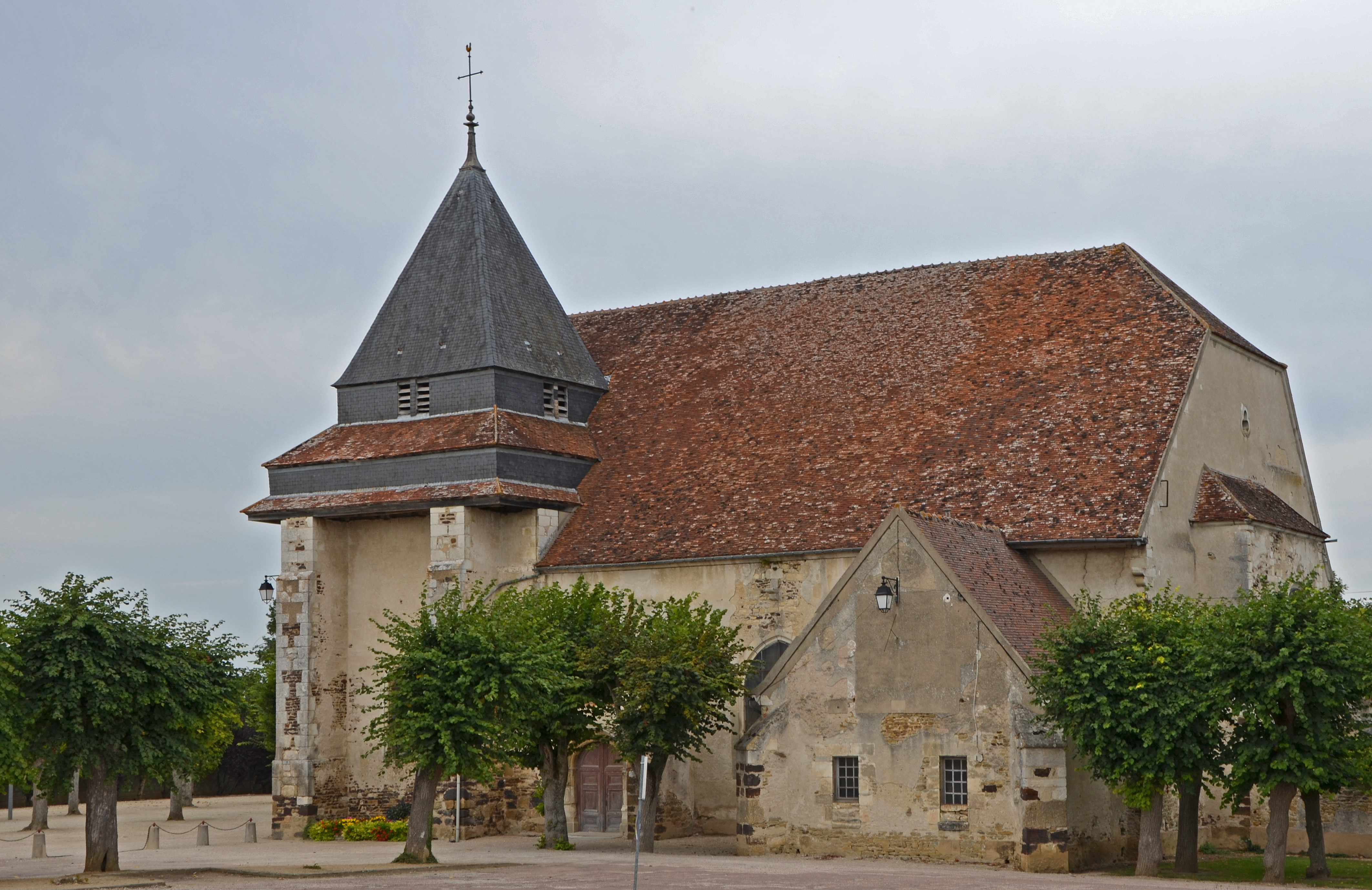
Kirche

- Kirche

## Gemeindepartnerschaften
Mit der britischen Gemeinde Shilbottle in Northumberland (England) besteht eine Partnerschaft.

## Persönlichkeiten
- Robert Dhéry (1921–2004), Schauspieler und Regisseur, hier begraben
- Colette Brosset (1922–2007), Schauspielerin, hier begraben